# 1984年夏季奥林匹克运动会新加坡代表团
1984年夏季奥林匹克运动会新加坡代表团是新加坡派出的1984年夏季奥林匹克运动会代表团。